# Batalla de Kletsk
La batalla de Kletsk va tenir lloc el 30 d'abril de 1706 (Calendari gregorià), a la ciutat de Kletsk, Belarús durant la campanya polonesa de Carles XII de Suècia, entre 1701 i 1706, durant la Gran Guerra del Nord. Les tropes sueques estaven liderades per Carl Gustaf Creutz i derrotaren les més nombroses forces russes i cosaques a les ordres de Semjon Nepljujev i Danylo Apostol. Molts dels regiments russos i cosacs participants en la batalla foren completament aniquilats i van deixar d'existir.

## Antecedents
A finals del segle xvii Rússia, Dinamarca i Noruega i Saxònia formaren una coalició contra l'Imperi Suec, per recuperar el que havien perdut en les guerres precedents. El rei suec Carles XII, però, envaí la Confederació de Polònia i Lituània en la seva campanya de 1701 a 1706 i feu fora August el Fort del tron polonès el 1704, reemplaçant-lo pel pro-suec Stanislaw Leszczynski. Tot i obtenir molts èxits inicials, l'exèrcit suec continuà la seva campanya fins al 1706, principalment a causa de la guerra de guerrilles dels clans polonesos.
El gener de 1706 una gran força russa fou copada a la batalla de Grodno, per Carles XII i el seu exèrcit. Això causà que el Tsar rus, Pere el Gran reunís grans contingents de reforç. També ordena al Hetman cosac, Ivan Mazepa – que en aquell moment encara era aliat de Rússia – que reunís 14.000 homes per atacar i hostilitzar les tropes russes que rodejaven Grodno.
Això no obstant, els suecs contraatacaren els reforços cosacs, als quals infligiren greus pèrdues. Un d'aquests contraatacs va tenir lloc quan Carl Gustaf Creutz assetjà la ciutat de Lyakhavichy amb un exèrcit de 2.000 homes, bloquejant un gran contingent de cosacs i polonesos. Mazepa envià una columna de socors de 4.700 soldats; que inicialment anava a ajudar els assetjats a Grodno. Després d'alguns dies de marxa arribaren a la ciutat de Kletsk, on acamparen.
Creutz, comandant del setge, va tenir coneixement d'això i immediatament reuní 1.500 genets i es dirigí a Kletsk, deixant 500 dragons per mantenir el setge. Arribaren el matí següent i llençaren un atac contra el campament aliat.

## Batalla
Només arribar els suecs carregaren contra alguns cosacs, a les ordres de Danylo Apostol, que custodiaven un llarg pont de 500 metres a través dels pantans que envoltaven Kletsk. El combat va tenir lloc a certa distància del pont, però ràpidament els cosacs foren superats i es retiraren en desordre cap al pont, on quedaren taponats per alguns carros que els obstruïen el pas. Estant atrapats els cosacs en diversos colls d'ampolla, els suecs pogueren fàcilment acabar amb els cosacs que fugien pels pantans. Danylo Apostol perdé el seu cavall, però aconseguí fugir amb un altre cavall abans de ser capturat.
Mentrestant, el comandant rus Nepljujev mobilitzà les seves tropes i artilleria per ajudar els cosacs des de les ciutats, però decidí retirar-se quan s'adonà de la derrota al pont. Les quatre peces d'artilleria que els russos deixaren enrere caigueren en mans sueques, que les giraren contra les tropes que es retiraven. La majoria dels defensors de Kletsk ja s'havien equipat i atrinxerat a la ciutat per rebutjar la càrrega de cavalleria sueca. Aquesta fou la fase més dura de la batalla: "Tots els murs estaven esgarrapats pels trets i les bales " segons una font sueca.
Quan les restants tropes cosaques i russes foren derrotades i en plena desbandada, corregueren cap als boscos del sud i de l'est. No obstant això, la majoria d'ells van ser abatuts al camp, i d'altres s'ofegaren als pantans. La història oficial sueca afirma que els soldats que fugien hagueren de: "deixar enrere la majoria de les seves robes i equip i només amb camisa intentaven salvar les seves vides ". Posteriorment Creutz ordenà als seus homes que registressin la ciutat en busca de russos i cosacs.

## Conseqüències

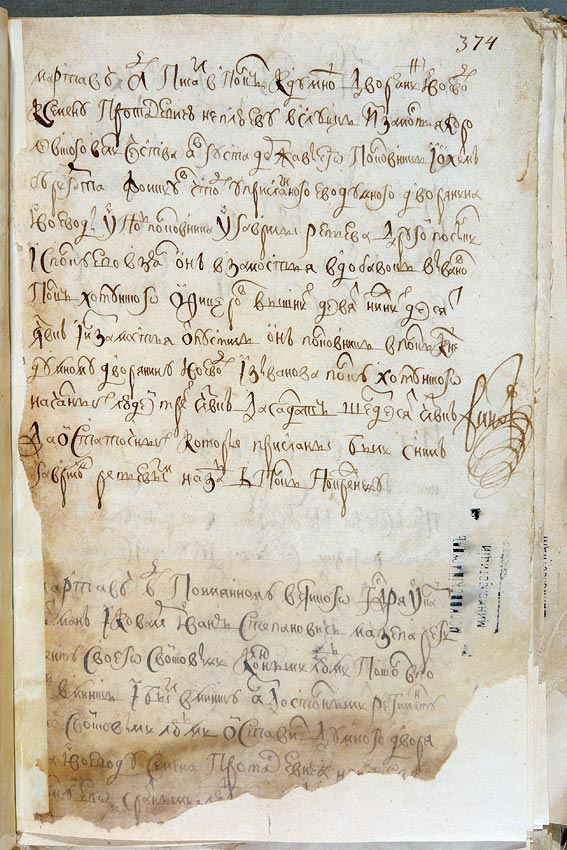
Letter of Nepljujev

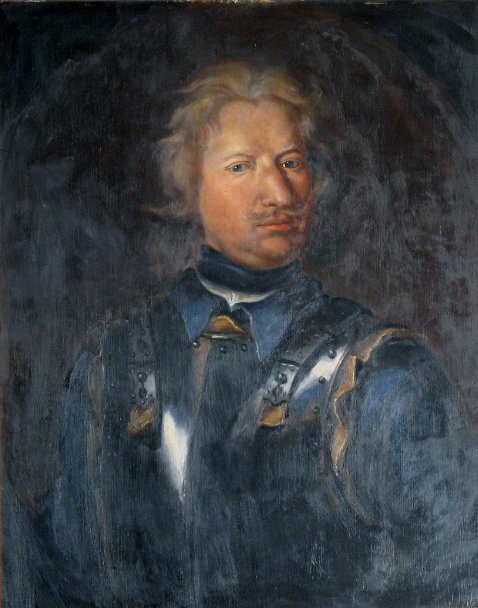
Carl Gustaf Creutz

Després de l'enfrontament Creutz rebé un missatge del coronel Trautfetter que l'informava dels intents dels assetjats a Lyakhavichy de trencar el cordó suec. Dues hores després de la batalla Creutz i els seus homes retornaren a les seves posicions inicials i asseguraren la continuïtat del setge.
L'alcalde alemany de Kletsk, Johan Heinrich Cibinski, més tard va anunciar que havia comptat i enterrat 2.025 soldats cosacs i russos que havien mort a la ciutat, però que com a mínim restaven el mateix nombre de cadàvers als voltants de la ciutat, als camps, boscos i pantans. Els suecs patiren 15 morts i 16 ferits. Els russos patiren almenys 4.000 morts i 71 presoners incloent el Coronel Petro Pryma. També els capturaren 4 canons, 16 estendards i 2.000 suecs.
El ferit de bala Semjon Nepljujev, que havia rebut un tret al seu braç durant el combat, posteriorment envià un missatge al Tsar, en el qual afirmava que les forces sueques sobrepassaven numèricament les seves, i culpà Ivan Mazepa per haver calculat incorrectament el nombre de suecs pressents a Lyakhavichy, ja que afirmà que no superaven els 800 homes.
El 17 de maig Carles XII visità el camp de batalla i va manifestar que la victòria era més gran del que inicialment s'havia pensat. No gaire després, el coronel, Carl Gustaf Creutz, fou ascendit a general per les seves heroiques accions. Posteriorment fou capturat a la Capitulació de Perevolochna, i esdevingué presoner de guerra a Rússia fims el 1722, quan finalment aconseguí retornar a casa. Prengué el comandament del recentment aixecat Hússars Livregementets. Durant aquest temps el rei suec morí a Noruega i la guerra finalitzà el 1721.
Tot i que la batalla de Kletsk no va tenir un paper decisiu en la campanya, fou un cop fort per Pere el Gran i les tropes atrapades a Grodno, els quals, després de la batalla de Fraustadt es van veure forçats a trencar el setge i retirar-se perdent 17.000 homes en l'operació. La batalla també va tenir un efecte moral en els 1.300 soldats assetjats a Lyakhavichy, que es rendiren uns dies després del retorn de Creutz i els seus homes. La fortalesa de Lyakhavichy fou destruïda.